# Аравете (язык)
Аравете (Araweté, Bïde) - находящийся под угрозой исчезновения индейский язык, принадлежащий группе тупи-гуарани языковой семьи тупи, на котором говорит народ аравете, проживающий по крайней мере одной значительной деревне около реки Шингу (около города Альтамира) в штате Амазонас в Бразилии. Аравете похож на языки аквава, параканан и тапирапе. В 1986 году почти все носители были одноязычными.